# 山口宗永
山口 宗永（やまぐち むねなが）は、戦国時代から安土桃山時代にかけての武将・大名。豊臣秀吉の家臣。加賀国大聖寺城主。一説には山城国宇治田原城主、近江国大石淀城主。

## 生涯

### 豊臣・小早川家臣から独立大名へ
天文14年（1545年）、山口秀景（甚介）の子として誕生。豊臣秀吉に仕え、文禄2年（1593年）、大友義統の改易に伴い豊後国に入り太閤検地を実施する。慶長2年（1597年）、小早川氏を継いだ秀吉の甥・小早川秀秋の補佐するため豊臣政権から付家老として送り込まれ、小早川領にて検地を行ったり、慶長の役では朝鮮に渡って秀秋を補佐した。特に蔚山城の戦いでは小早川勢を率いて加藤清正らの籠城する蔚山倭城を救援したという。しかし、秀秋とは折り合いが悪く、秀秋が慶長3年（1598年）に筑前国名島城から越前国北ノ庄城へ転封されると、加賀大聖寺城の独立大名に取り立てられた。その後、秀秋の転封は取り消され旧領に戻ったが、宗永は加賀に留まった。

### 関ヶ原と最期
慶長5年（1600年）の関ヶ原の戦いでは、宗永は石田三成の西軍に与した。7月26日に東軍の加賀金沢の前田利長は約2万の軍を率いて金沢城を出撃し、西軍の丹羽長重の拠る小松城を攻撃するかに見えたが、急遽これを避けて8月1日に加賀松山城に入城した。宗永はその危急を聞いて大聖寺城の防備を堅め、北ノ庄城の青木一矩や小松城の丹羽長重に救援依頼の使者を出したが間に合わなかった。翌2日、利長は九里九郎兵衛・村井久左衛門を使者として宗永に降伏を勧告したが、宗永は憤激しこれを拒否した。
前田勢は城攻めを行った。守る山口軍も宗永の嫡男・修弘が城近くに兵を潜ませて迎撃の指揮をとったが、前田勢の先鋒山崎長徳に発見され敗北、山口勢は敗残兵を収容しただちに篭城戦の構えをとった。前田勢も先鋒の山崎隊に加えて長連龍隊などの後続の軍勢も参戦して城の外周で戦闘が展開された。修弘は果敢に出撃して前田勢に被害を与えたが、前田勢の鉄砲隊の一斉射撃を受けて、城内に退却する。前田勢は押し進むが、宗永父子が率いる山口勢も反撃した。しかし、2万の軍の前に500余の兵しかいない山口勢では敵うはずもなく、ついに宗永は塀の上から降伏の意思を伝えた。ところが、多くの兵を失った前田勢はこれを許さず、城内に突入した。8月3日の夕方、大聖寺城は陥落、宗永・修弘父子は自害した。山崎長徳の家臣木崎長左衛門を呼び、自刃して自分の首を討たせたという。宗永と修弘の墓は石川県加賀市大聖寺神明町にある全昌寺にある。またその首塚は旧大聖寺川の福田橋近く（新町）にある。

## その他
- 小早川隆景の隠居後、若い秀秋に代わって筑前国の支配を仕切ったのは宗永であった。宗永は朝鮮出兵に際して博多を兵站拠点にしようとした豊臣政権の意向を受けて博多の町への統制を強化して町衆を圧迫したために島井宗室らから反発を買った。その後、秀秋が筑前に復帰すると朝鮮出兵が終わって宗永も秀秋の下を離れたこともあり、博多の町衆に対して「玄蕃時之事（山口宗永が定めた規定）」を否定して守護不入の特権を回復させる約束をしている[2]。

## 子孫
子孫は松江藩に仕えた。明治維新後には、日銀の理事となる山口宗義、明治を代表する建築家である山口半六、物理学者で京都帝国大学教授、学習院院長を務めた山口鋭之助、太平洋戦争においてミッドウェー海戦で第二航空戦隊を指揮して戦死した山口多聞（宗義の子）、レーシングドライバーの山口礼（宗義の玄孫）などを輩出している。
『寛政重修諸家譜』では、多羅尾光俊の子光広が、宗永の父甚介（諱は長政とされる）の婿となったことで創始した平姓山口家が2家記載されている。光広の子光正は宗永の娘をめとり、光俊・光久を儲けた。両家とも旗本として存続している。